# Regéczy család
Regéczy családnév Magyarországon. Említésük 1278 után IV. (Kun) László magyar király morvamezei győztes csatája után ismert. Címeres levelük megerősítése 1690-ben I. Lipót császártól származik. Nagyrészt protestáns család, számos lelkész, tanító, orvos kerül ki tagjai közül.

## A család nevesebb tagjai
Regéczi József (Kassa, 1851. február 6. – Nagyszombat, 1895. március 21.) tanító, tanfelügyelő, 1886-1892 között a nagyszombati tanítóképző intézet igazgatója. A Kalauz című pedagógiai lapot adta ki, ebben Herbart oktatási-nevelési elveit népszerűsítette.
Művei, könyvei:
- A népiskolai tanfelügyeletről. Eger, 1886.
- A Herbart-iskola nevelési elveinek története, kritikája és alkalmazása. Nagyszombat, 1889.

Dr. Regéczy Nagy Imre (Miskolc, 1853. – Bécs 1891. március 10.) orvos. Orvosdoktorként végzett, 1881-ben az élettani eszköz- és módszertan magántanára, 1890-ben az élet- és szövettan nyilvános rendes tanára a Magyar Királyi Állatorvosi Akadémián.
Regéczy-Nagy László (Budapest, 1925. február 17. – 2021. július 14.) honvédtiszt, a Történelmi Igazságtétel Bizottság elnöke. Apja, apai nagyapja orvos, édesanyja Ursziny Anna szintén orvos családból való. 1944-ben hivatásos honvédtiszt. A második világháború végén angol hadifogságba esett. 1949–1957 között brit követségi alkalmazott. Az 1956-os forradalom leverése után 1958-ban a Bibó István és társai elleni perben harmadrendű vádlottként 15 év börtönre ítélték, 1963-ban szabadult. 1990-ig segédmunkás az Irodagép Vállalatnál, illetve külsős fordító. A Történelmi Igazságtétel Bizottság egyik alapítója 1988-ban, és 1996-tól elnöke. Tagja a Szabadságharcosokért Alapítványnak és a Történelmi Filmalapítvány kuratóriumának. Nyugállományú dandártábornok.